# Surb-Astwazazin-Kloster
Das Surb-Astwazazin-Kloster (armenisch Սուրբ Աստվածածին վանք Surb Astwazazin Wank, „Heilige-Muttergottes-Kloster“), auch bekannt als Kussanaz Anapat (armenisch Կուսանաց անապատ Kussanaz Anapat, „Einsiedelei der Jungfrauen“), ist ein ehemaliges armenisches Kloster in der Provinz Schahumjan der de facto unabhängigen, aber de jure zu Aserbaidschan gehörigen Republik Arzach (Bergkarabach).

## Lage
Das Surb-Astwazazin-Kloster liegt im Osten der Provinz auf der rechten Seite des Flusses Tartar 20 km nordöstlich der Provinzhauptstadt, nahe dem Kloster Dadiwank.

## Baugeschichte
Aufgrund einer Gebäudeinschrift kann der älteste Teil der Anlage auf 1174 datiert werden. Dieser besteht aus vier miteinander verbundenen Gebäuden, zwei kleinen Kirchen, einer Säulenhalle sowie ein daran anschließendes aber nicht mehr erhaltenes Waffenhaus. Es fanden sich zahlreiche armenische Inschriften auf den Gebäuden und den Chatschkaren im unmittelbaren Umkreis. Fast alle armenischen Inschriften und Chatschkare des Klosters wurden während des Bergkarabachkonflikts 1989–1993, als sich das Kloster unter aserbaidschanischer Kontrolle befand, zerstört.
Nur wenige Meter südlich dieser alten Anlage befindet sich der neuere Teil des Klosters. Im Mittelpunkt davon ist eine 17 × 11 m große dreischiffige Basilika. Mehrere andere kleinere Gebäude schließen an der Westseite der Basilika an. Anders als der ältere Teil der Anlage verfügte der neuere Teil über keine Gebäudeinschriften. Aufgrund der Bauart kann die Anlage allerdings ins 17. Jahrhundert datiert werden. Im Südwesten des Klosterkomplexes schließt eine Kapelle aus dem 12.–13. Jahrhundert an. Mehrere zugehörige Gebäuderuinen liegen zudem im Süden des Klosters. Eine weitere Kirche aus dem 12.–13. Jahrhundert mit Gewölbedach befindet sich auf der gegenüberliegenden Seite des Flusses Tartar, etwa 400 Meter nordwestlich des Klosters.